# Fonds régional d'art contemporain de Normandie-Rouen
Le Fonds régional d'art contemporain (FRAC) Normandie Rouen (anciennement FRAC Haute-Normandie) est un fonds régional d'art contemporain situé à Sotteville-lès-Rouen, en Normandie. 

## Situation
Le FRAC occupe l'ancien magasin des pièces détachées du tramway de Rouen réalisé par l’architecte Pierre Chirol,, situé en face du jardin des plantes de Rouen.

## Histoire
Depuis 1983, le FRAC Normandie Rouen constitue une collection patrimoniale reflétant la création contemporaine et la diffuse auprès des publics les plus divers sur le plan régional, national et international. La collection du FRAC Normandie Rouen compte à ce jour[Quand ?] 2700 œuvres de près de 600 artistes français et internationaux et s’enrichit chaque année de nouvelles œuvres. 